# Yomūq
Yomūq (persiska: یموق) är en ort i Iran.   Den ligger i provinsen Nordkhorasan, i den norra delen av landet, 500 km nordost om huvudstaden Teheran. Yomūq ligger 671 meter över havet och antalet invånare är 512.
Terrängen runt Yomūq är huvudsakligen kuperad, men åt sydost är den platt. Runt Yomūq är det ganska glesbefolkat, med 27 invånare per kvadratkilometer. Närmaste större samhälle är Tāzeh Yāb, 18,2 km söder om Yomūq. Trakten runt Yomūq består i huvudsak av gräsmarker.